# Олдонда
Олдонда́ (рос. Олдонда) — село у складі Борзинського району Забайкальського краю, Росія. Входить до складу Курунзулайського сільського поселення.

## Населення
Населення — 107 осіб (2010; 203 у 2002).
Національний склад (станом на 2002 рік):
- росіяни — 100 %